# Милован (Долж)
Милован (рум. Milovan) насеље је у Румунији у округу Долж у општини Плешој. Oпштина се налази на надморској висини од 110 m.

## Становништво
Према подацима из 2002. године у насељу је живело 395 становника, од којих су сви румунске националности.